# Tivadar Nachéz
Tivadar (Teodor) Nachéz, född 1 maj 1859 i Budapest, död 29 maj 1930 i Lausanne, Schweiz, var ungersk violinist.
Nachéz var lärjunge till Joseph Joachim och Hubert Léonard. Han var bosatt i London, varifrån han gjorde konsertresor (till Sverige 1883). Han komponerade romska danser.